# Lervikstorp
Lervikstorp är ett fritidshusområde på norra Ljusterö i Österåkers kommun. SCB avgränsade här 2015 en småort Vid avgränsningen 2020 klassades bebyggelsen som en del av tätorten Nolsjö och Mellansjö